# Luchino Novello Visconti
Luchino Novello Visconti (Milano, 1346 – Venezia, 1399) è stato un condottiero italiano.

## Biografia
Era figlio di Luchino Visconti, signore di Milano e di Isabella Fieschi.
Alla morte del padre, lo zio arcivescovo di Milano Giovanni pretese l'annullamento del giuramento a legittimo successore. 
Nel 1362 comandò un gruppo di genovesi in appoggio al marchese del Monferrato Giovanni II contro il duca Galeazzo II Visconti. 
Nel 1370 cercò di entrare con un gruppo di uomini a Milano, ma inutilmente. Nel 1373 ottenne la cittadinanza di Firenze e nel 1373 Ottone III del Monferrato lo schierò contro i Visconti. 
Stabilitosi a Ferrara, ricevette dal duca di Milano Gian Galeazzo Visconti l'intimazione di risiedere a Udine. 
Morì a Venezia nel 1399 presso la famiglia Contarini.

## Discendenza
Luchino Novello sposò in prime nozze Maddalena Boccanegra, figlia del doge di Genova Simone Boccanegra, e nel 1372 Maddalena Strozzi di Firenze. Ebbe cinque figlie:
- Caterina, sposò Giovanni Corti
- Maddalena
- Orsina, sposò Erasmo Trivulzio
- Isabella, sposò Galeotto Brancaleoni
- Maria, sposò Francesco Guidi

## Ascendenza
|                                      |                                  |                                                  | Genitori                                         |  |  | Nonni |  |  | Bisnonni          |  |  | Trisnonni          |  |
|                                      |                                  |                                                  |                                                  |  |  |       |  |  | Teobaldo Visconti |  |  | Andreotto Visconti |  |
|                                      |                                  |                                                  |                                                  |  |  |       |  |  | Teobaldo Visconti |  |  | Andreotto Visconti |  |
|                                      |                                  | Fiorina Mandelli                                 |                                                  |  |  |       |  |  | Teobaldo Visconti |  |  |                    |  |
| Matteo I Visconti, signore di Milano |                                  |                                                  |                                                  |  |  |       |  |  | Teobaldo Visconti |  |  |                    |  |
|                                      |                                  | Anastasia Pirovano                               | …                                                |  |  |       |  |  |                   |  |  |                    |  |
|                                      |                                  | Anastasia Pirovano                               | …                                                |  |  |       |  |  |                   |  |  |                    |  |
|                                      |                                  | Anastasia Pirovano                               | …                                                |  |  |       |  |  |                   |  |  |                    |  |
| Luchino Visconti, signore di Milano  |                                  | Anastasia Pirovano                               |                                                  |  |  |       |  |  |                   |  |  |                    |  |
|                                      |                                  | Squarcino Borri, signore di Santo Stefano Ticino | Lanfranco Borri, signore di Santo Stefano Ticino |  |  |       |  |  |                   |  |  |                    |  |
|                                      |                                  | Squarcino Borri, signore di Santo Stefano Ticino | Lanfranco Borri, signore di Santo Stefano Ticino |  |  |       |  |  |                   |  |  |                    |  |
|                                      |                                  | Squarcino Borri, signore di Santo Stefano Ticino | …                                                |  |  |       |  |  |                   |  |  |                    |  |
| Bonacossa Borri                      |                                  | Squarcino Borri, signore di Santo Stefano Ticino |                                                  |  |  |       |  |  |                   |  |  |                    |  |
|                                      |                                  | Antonia                                          | …                                                |  |  |       |  |  |                   |  |  |                    |  |
|                                      |                                  | Antonia                                          | …                                                |  |  |       |  |  |                   |  |  |                    |  |
|                                      |                                  | Antonia                                          | …                                                |  |  |       |  |  |                   |  |  |                    |  |
| Luchino Novello Visconti             |                                  | Antonia                                          |                                                  |  |  |       |  |  |                   |  |  |                    |  |
|                                      | Nicolò Fieschi, conte di Lavagna | Tedisio III Fieschi, conte di Lavagna            |                                                  |  |  |       |  |  |                   |  |  |                    |  |
|                                      | Nicolò Fieschi, conte di Lavagna | Tedisio III Fieschi, conte di Lavagna            |                                                  |  |  |       |  |  |                   |  |  |                    |  |
|                                      | Nicolò Fieschi, conte di Lavagna | Simona Della Volta                               |                                                  |  |  |       |  |  |                   |  |  |                    |  |
| Carlo Fieschi, conte di Savignone    | Nicolò Fieschi, conte di Lavagna |                                                  |                                                  |  |  |       |  |  |                   |  |  |                    |  |
|                                      |                                  | Leonora                                          | …                                                |  |  |       |  |  |                   |  |  |                    |  |
|                                      |                                  | Leonora                                          | …                                                |  |  |       |  |  |                   |  |  |                    |  |
|                                      |                                  | Leonora                                          | …                                                |  |  |       |  |  |                   |  |  |                    |  |
| Isabella Fieschi                     |                                  | Leonora                                          |                                                  |  |  |       |  |  |                   |  |  |                    |  |
|                                      |                                  | …                                                | …                                                |  |  |       |  |  |                   |  |  |                    |  |
|                                      |                                  | …                                                | …                                                |  |  |       |  |  |                   |  |  |                    |  |
|                                      |                                  | …                                                | …                                                |  |  |       |  |  |                   |  |  |                    |  |
| Teodora                              |                                  | …                                                |                                                  |  |  |       |  |  |                   |  |  |                    |  |
|                                      |                                  | …                                                | …                                                |  |  |       |  |  |                   |  |  |                    |  |
|                                      |                                  | …                                                | …                                                |  |  |       |  |  |                   |  |  |                    |  |
|                                      |                                  | …                                                | …                                                |  |  |       |  |  |                   |  |  |                    |  |
|                                      |                                  | …                                                |                                                  |  |  |       |  |  |                   |  |  |                    |  |